# Nene Hatun (Schiff)
Die Nene Hatun ist ein Rettungs- und Bergungsschiff (rescue and salvage ship), das erste Emergency Response Vessel (ERV, Nofalleinsatzschiff) der Türkei. Es ist im Besitz und wird betrieben vom Kıyı Emniyeti Genel Müdürlüğü (Generaldirektorat für Küstensicherheit, KEGM). Gebaut wurde das Schiff in Yalova, 2014 zu Wasser gelassen und 2015 in Betrieb genommen.

## Geschichte
Das Schiff wurde für das Generaldirektorat für Küstensicherheit in der Werft Sefine Tersanesi (Sefine Shipyard) in Altınova, Yalova, Türkei, gebaut. Der Schiffsentwurf stammte vom spanischen Unternehmen Cintranaval. Das Schiff wurde nach der Freiheitskämpferin Nene Hatun (1857–1955) aus dem Russisch-Osmanischen Krieg benannt. Die Baukosten betrugen 31,14 Mio. Euro. Das Schiff wurde in einer Zeremonie am 24. Oktober 2014 zu Wasser gelassen, und am 27. Mai 2015 in Dienst gestellt. Es ist das erste Notfalleinsatzschiff der Türkei.

## Eigenschaften
Die Nene Hatun hat eine Länge von 87,80 m, eine Breite von 19,50 m und hat einen Tiefgang von 7,40 m. Die Seitenhöhe des Schiffes beträgt 8,70 m. Es wird dieselelektrisch von zwei Elektromotoren mit einer Leistung von jeweils 7.200 kW angetrieben, die auf zwei Propellergondeln wirken. Für die Stromerzeugung stehen vier Hyundai-Dieselmotoren des Typs 9H 32/40 mit einer Leitung von jeweils 4.435 kW (6.030 PS) zur Verfügung, die vier Siemens-Generatoren mit einer Scheinleistung von jeweils 5.313 kVA angetrieben. Die Gesamtleistung beträgt 17.740 kW (24.120 PS). Als Notgenerator steht ein von einem Dieselmotor des Typs MAN D2842LE201 mit einer Leistung von 528 kW (708 PS) angetriebener Leroy-Somer-Generator zur Verfügung. Das Schiff ist mit zwei mit einer Leistung von jeweils 1.200 kW angetriebenen Bugstrahlrudern und zwei mit einer Leistung von jeweils 830 kW angetriebenen Heckstrahlrudern ausgestattet. Es hat eine Höchstgeschwindigkeit von 18 kn (33 km/h), eine Reisegeschwindigkeit von 16 kn (30 km/h), und eine Reichweite von 5375 Seemeilen (9.954 km). Das Schiff verfügt über ein System zur dynamischen Positionierung (Kongsberg DP2). Es wird von einer 45-köpfigen Besatzung betrieben und bietet Platz für bis zu 20 Seenotopfer, für die in einer Krankenstation 20 Betten zur Verfügung stehen.
Das Schiff kann zur Bergung sowie bei allen Wetter- und Seebedingungen im Bereitschaftsdienst eingesetzt werden. Der Pfahlzug beträgt 205,4 t. Es ist für die Brandbekämpfung (FiFi III) und die Erkennung, Analyse und Bekämpfung von Meeresverschmutzungen ausgerüstet sowie für Tauchereinsätze vorbereitet.
Das Schiff ist mit einem externen Feuerlöschsystem der Klasse FiFi III ausgestattet. Es kann Wasser über drei Monitore mit einer Förderleistung von 10.000 m³/Std. bis zu einer Entfernung von 150 m und einer Höhe von 70 m  werfen. Die Tragfähigkeit (safe working load, SWL) des Deckkrans beträgt 12,5 t. Das Schiff ist mit Skimmern zur Bekämpfung von Ölverschmutzungen ausgerüstet und verfügt für von der Wasseroberfläche abgesaugtes Öl über Tanks mit einem Fassungsvermögen von 1.000 m³. Das Schiff ist mit einem Helipad ausgestattet. Dieses erlaubt das Landen und Starten von Hubschraubern mit einem Gewicht von bis zu 11 t.

## Einsätze
Bis Sommer 2021 hat die Nene Hatun 25 Einsätze gefahren.
Am 28. Januar 2021 nahm sie an einer Rettungsoperation für die Petra Star teil, einen in Ballast fahrenden, russischen Massengutfrachter auf dem Weg von Istanbul nach Port Kawkas, der aufgrund eines Motorschadens bei stürmischen Wetterbedingungen am nördlichen Ende des Bosporus zum Schwarzen Meer gestrandet war.
Im März 2021 wurde bekannt gegeben, dass das Nofalleinsatzschiff bereit stünde, an der Bergungsaktion für das Containerschiff Ever Given teilzunehmen, das nach seiner Strandung den Suezkanal blockierte.
Anfang August 2021 wurde das Schiff von Istanbul nach Ören in der Nähe von Milas in der Provinz Muğla im Südwesten der Türkei entsandt, als Waldbrände das Kraftwerk Yeniköy gefährdeten. Es ankerte 300 m vor der Küste, um bei Bedarf eingreifen zu können.